# 峇道
峇道（印尼語：Badau）是印度尼西亞西加里曼丹省上卡普阿斯縣下轄的一個鎮，位於該縣西部，為印度尼西亞與馬來西亞之間的一個邊境城鎮，峇道邊界過境站坐落此鎮。東接Batang Lupar鎮，東南鄰Selimbau鎮、Suhaid鎮，南接Empanang鎮，西邊與Empanang鎮、Puring Kencana鎮毗鄰，西北邊、北邊與馬來西亞砂拉越州斯里阿曼省魯勃安都縣接壤。

## 政治

### 行政區劃
1961年由Batang Lupar鎮分出，峇道鎮劃分為9個村。
1. 峇道村
2. Janting
3. Kekurak
4. Pulau Majang
5. Sebindang
6. Semuntik
7. Seriang
8. Tajum
9. Tinting Seligi

## 外部連結
- 峇道鎮官方網站